# 香港經濟貿易文化辦事處
25°02′23″N 121°33′56″E / 25.03972°N 121.56556°E

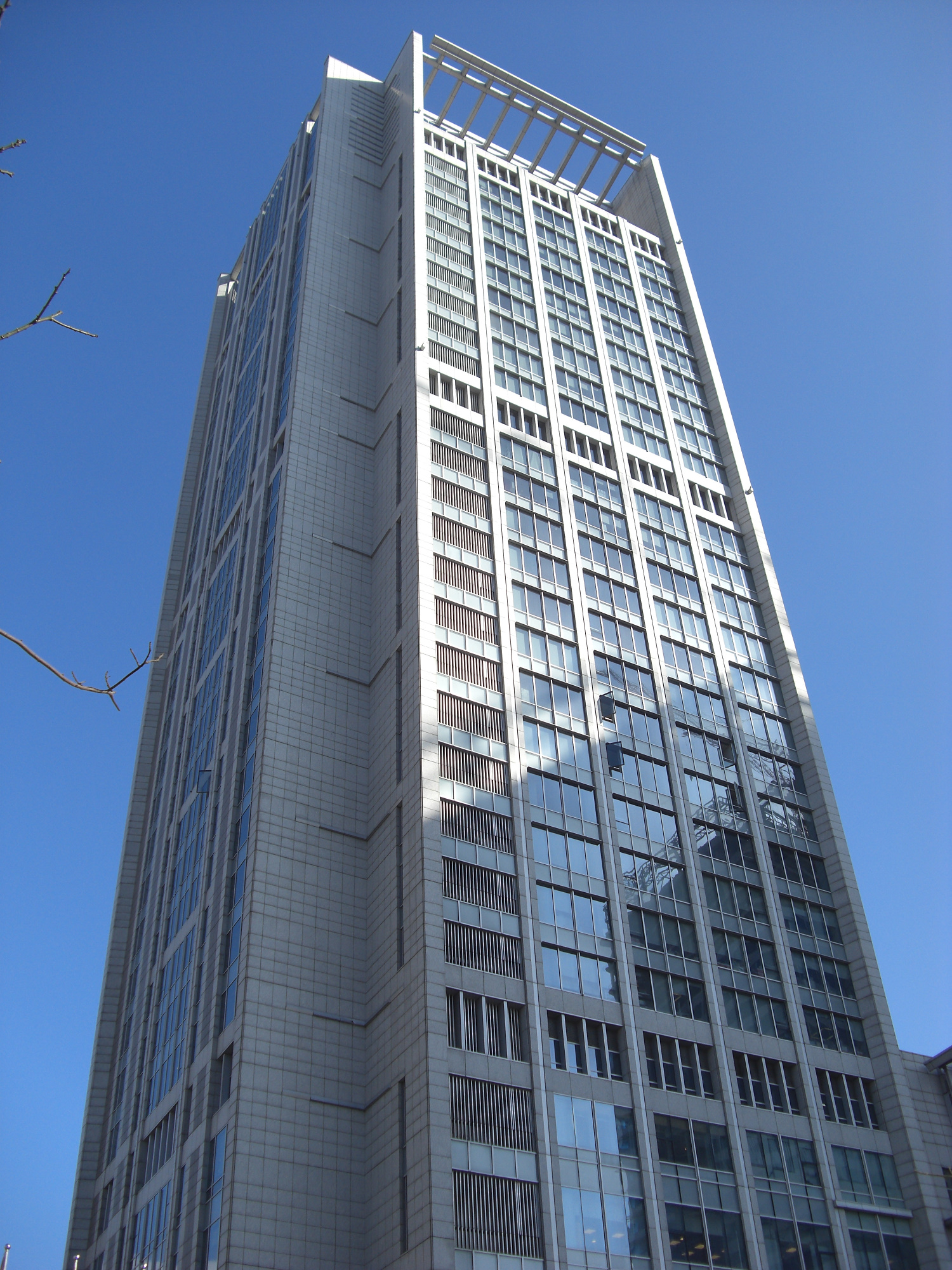
香港经济贸易文化办事处在台北的办公地点。

香港經濟貿易文化辦事處 （簡稱經貿文辦）是香港特別行政區政府政制及內地事務局轄下，常駐於台湾的部門，專責兩地相關的經濟、貿易及文化等。香港特區政府宣佈自2021年5月18日起暫停運作。

## 歷史
辦事處於2011年12月19日開始在臺北運作。
駐中國內地及台灣的經濟貿易辦事處隸屬政制及內地事務局，而駐海外經貿辦隸屬商務及經濟發展局。
2021年5月18日，特區政府宣佈即日關閉香港經貿文辦，並聲稱原因無關2019冠狀病毒病疫情。5月21日，特區政府回應傳媒表示，由於台方「粗暴干預香港事務」，且文辦人員「曾受島內激進人士恐嚇」，因此決定暫時關閉，並為台方行徑「深表遺憾」。
2023年4月12日，政制及內地事務局局長曾國衛稱港府無意恢復辦事處運作。

## 職能
經貿文辦的主要功能是為促進香港和台灣之間貿易往來、投資推廣、資訊發放，及文化等交流與合作事宜，為在台灣的香港人提供急難救助服務，亦按需要處理台灣人來港的事宜。

## 工作地點
經貿文辦在運作初期曾租用101大樓37樓作為臨時辦公室。現時經貿文辦的辦事處位於台北市信義區松高路11號統一國際大樓25樓，於2012年5月15日舉辦正式開幕掛牌活動。時任香港財政司司長、港台經濟文化合作協進會榮譽主席曾俊華曾於2012年5月中旬訪台，出席香港經貿文化辦事處開幕掛牌儀式。

## 歷任首長
經貿文辦主任為首長級薪級第三級的首長級乙級政務官職位，但自經貿文辦在2011年12月啟用以來，兩任主任均為首長級薪級第四級的首長級乙一級政務官。主任一職自鄭偉源離任後至辦事處暫停運作時一直懸空，期間由副主任朱浩代理超過兩年，而台北官方則指港府並未派出第三任主任或申請相應簽證。
1. 梁志仁（任期：2011年12月7日－2015年8月11日[14][16]）
2. 鄭偉源（任期：2015年8月12日－2018年7月27日[14][17]）
3. 朱浩（代理，任期：2018年7月28日－2021年5月18日[14][18]）

## 外部連結
- 香港經濟貿易文化辦事處 （页面存档备份，存于）
- 香港境外辦事處 （页面存档备份，存于）